# Kachol lavan
Kachol lavan (hebrejsky כחול לבן‎, doslova Modrobílá) je izraelská politická strana, respektive aliance dvou politických subjektů, Chosen le-Jisra'el a Ješ atid, založená v únoru 2019 pro účely společné kandidatury v izraelských parlamentních volbách.

## Vznik aliance
Počátkem roku 2019 se na izraelské politické scéně rozběhlo přeskupování sil před volbami, vypsanými na 9. dubna 2019. O přízeň voličů se ucházely i dva politické subjekty s podobným politickým zaměřením: Chosen le-Jisra'el, kterou založil v prosinci 2018 bývalý náčelník Generálního štábu izraelské armády Binjamin Ganc, a Ješ atid, které předsedá bývalý novinář Ja'ir Lapid.

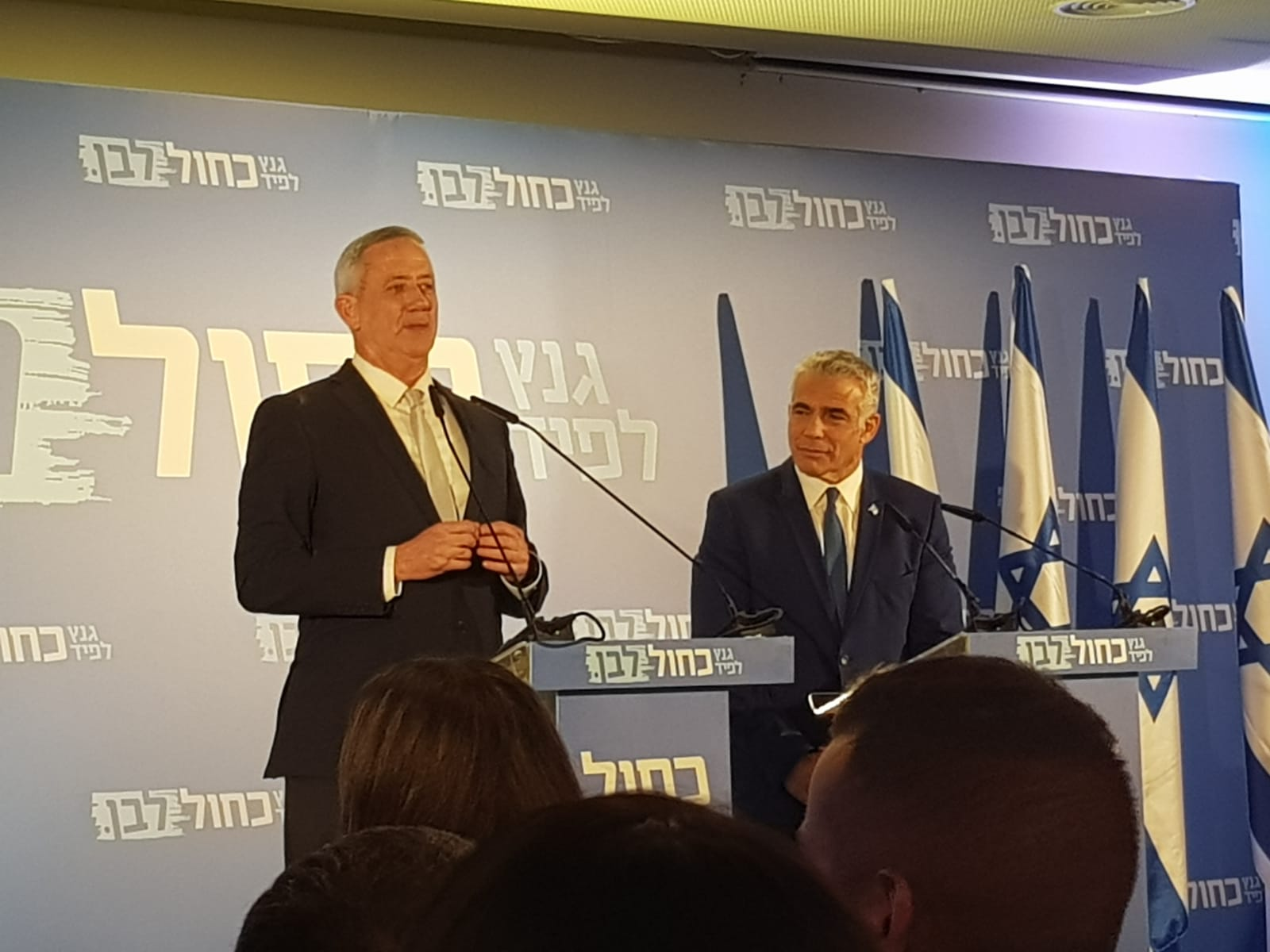
Binjamin Ganc a Ja'ir Lapid na společné tiskové konferenci v únoru 2019.

Vzhledem k trvající dominanci pravicové strany Likud premiéra Benjamina Netanjahua a Likudem vedeného pravicového bloku v předvolebních průzkumech, rostl mezi voliči tlak na to, aby se dvě centristické opoziční strany spojily. Průzkumy naznačovaly, že v takovém případě by sjednocený opoziční blok mohl získat víc hlasů než Likud.
Koncem února, těsně před vypršením lhůty pro podání kandidátních listin, skutečně došlo k fúzi a byla oznámena nová volební aliance, nazvaná Kachol lavan (Modrobílá, podle barev na izraelské vlajce). Lídrem se stal Binjamin Ganc. Na druhém místě stanul Ja'ir Lapid. Součástí dohody bylo i to, že v případě volebního úspěchu se Ganc stane na dva a půl roku předsedou vlády, zatímco Lapid bude ministrem zahraničních věcí, načež vystřídá Gance na premiérském postu. Kromě předsedů dvou původních stran ještě přední místa na kandidátce zaujali dva bývalí náčelníci generálního štábu, Moše Ja'alon, který se již o několik měsíců předtím spojil svou malou politickou stranu Telem s Benny Gancem, a Gabi Aškenazi, který svůj vstup do politiky podmiňoval právě tím, že Ganc a Lapid docílí dohody o společném postupu.

## Program a voličské preference
Ihned po ohlášení svého vzniku v únoru 2019 se Kachol lavan dostala do čela volebních preferencí, v průběhu března 2019 se ovšem její náskok na stranu Likud postupně snižoval. Většina průzkumů zároveň nadále uváděla, že většinu v novém Knesetu bude mít pravicový blok.
Kachol lavan se definuje jako centristická politická síla. Neodmítá případnou povolební spolupráci s pravicí, ale odmítá se účastnit na vládě s Benjaminem Netanjahuem.